# Нарантака и Девантака
Нарантака (санскр. नरान्तक, IAST: narāntaka, букв. «Разрушитель людей») и Деванатака (санскр. देवान्तक, IAST: devāntaka, букв. «Разрушитель богов») — асуры и сыновья Раваны, которые появляются[когда?] в ряде индуистских легенд. Они, наряду с Атикаей, были детьми Раваны от его второй жены Дханьямалини. В битве Рамаяны Нарантака был убит Ангадой, сыном Бали, а Девантака погиб от удара Ханумана на дуэли.